# Народный учитель СССР
Народный учитель СССР — почётное звание в СССР, присваивавшееся Президиумом Верховного Совета СССР за особые заслуги в обучении и воспитании детей и молодёжи и выдающуюся деятельность в области народного образования. Утверждено 30 декабря 1977 года. В современной России учреждено звание Народный учитель Российской Федерации.

## Положение о почётном звании
1. Почётное звание «Народный учитель СССР» присваивается Президиумом Верховного Совета СССР учителям школ и преподавателям профессионально-технических учебных заведений, работникам учебно-воспитательных, методических и других учреждений органов просвещения за особые заслуги в обучении и коммунистическом воспитании детей и молодёжи, выдающуюся деятельность в области народного образования.
2. Присвоение почётного звания «Народный учитель СССР» производится по представлению Министерства просвещения СССР и Государственного комитета СССР по профессионально-техническому образованию.
3. Лицам, удостоенным почётного звания «Народный учитель СССР», вручается грамота Президиума Верховного Совета и нагрудный знак установленного образца.
4. Нагрудный знак «Народный учитель СССР» носится на правой стороне груди и при наличии у лиц, удостоенных указанного звания орденов СССР размещается над ними.
5. Лишение почётного звания «Народный учитель СССР» может быть произведено только Президиумом Верховного Совета СССР. С представлением о лишении указанного звания могут войти в Президиум Верховного Совета СССР, суд, Министерство просвещения СССР или Государственный комитет СССР по профессионально-техническому образованию.

## Описание нагрудного знака
Нагрудный знак «Народный учитель СССР» посеребрённый, имеет форму правильного круга диаметром 30 мм. В центральной части знака расположено изображение раскрытой книги и факела, по окружности надпись «Народный учитель СССР», в верхней части — серп и молот и две лавровые ветви. Знак окаймлён ободком.
На оборотной стороне знака размещена надпись «Народный учитель СССР — гордость советского общества».
Все изображения и надписи выпуклые.
Нагрудный знак при помощи ушка и звена соединяется с посеребрённой прямоугольной колодкой, имеющей по бокам выемку. Вдоль основания колодки идут прорези. Внутренняя часть колодки покрыта красной муаровой лентой. На оборотной стороне колодка имеет булавку для прикрепления знака к одежде.
Основа знака и колодка изготовляются из нейзильбера.